# Ambasciatori danesi presso la dieta del Sacro Romano Impero

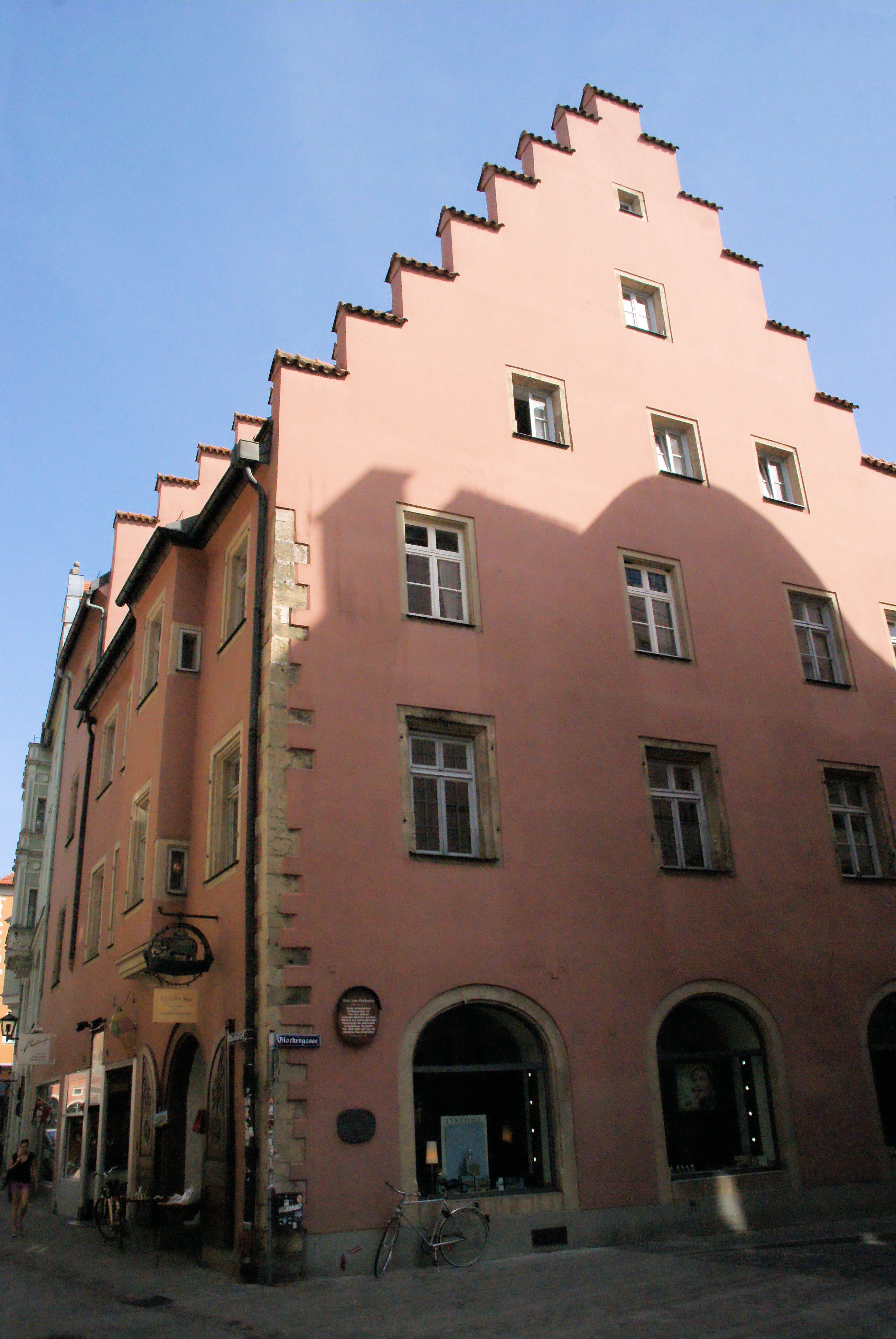
L'ambasciata danese presso la dieta del Sacro Romano Impero, presso la Glockengasse n.1, a Ratisbona.

L'ambasciatore danese presso la dieta del Sacro Romano Impero era il primo rappresentante diplomatico della Danimarca presso la dieta del Sacro Romano Impero (Reichstag). Le relazioni tra le due entità statali ebbero inizio nel 1650.

## Sacro Romano Impero
- 1650–1653: Christian zu Rantzau
- 1657–1658: Christoffer Sehested
- 1662–1679: Andreas Pauli von Liliencron
- 1680–1681: Andreas Pauli von Liliencron
- 1683–1685: Franz Mayer von Mayersheim
- 1685–1687: Christoph Gensch von Breitenau
- 1687–1690: Ditlev Nicolas Piper von Løwencron
- 1690–1691: Andreas Pauli von Liliencron
- 1691–1693: Johann Christoph von Urbich (chargé d'affaires)
- 1694–1695: Georg Ernst von Wedel-Jarlsberg
- 1696–1700: Johann Christoph von Urbich (chargé d'affaires)
- 1700–1701: Thomas Balthasar von Jessen
- 1701–1703: Johann Christoph von Urbich (chargé d'affaires)
- 1703–1710: Frederik von Weiberg
- 1710–1711: Giambattista Velo
- 1711–1720: Frederik von Weiberg
- 1721–1722: Lorentz Reichwein
- 1722–1740: Christian August von Berkentin
- 1740–1749: Gerhard Ernst Franck von Franckenau (chargé d'affaires)
- 1749–1750: Christian Gottfried von Johnn (chargé d'affaires)
- 1750–1781: Johann Friedrich Bachoff von Echt
- 1781–1784: Cuno Hans von Vieregg
- 1784–1788: Christian Frederik Güldencrone
- 1788–1789: Ferdinand von Luckner (chargé d'affaires)
- 1790–1805: Armand François Louis de Mestral de Saint-Saphorin
- 1805–1806: Georg Nikolaus Nissen (chargé d'affaires)

Chiusura dell'ambasciata